# Morti nel 992
| Questa pagina contiene informazioni ricavate automaticamente dalle voci biografiche con l'ausilio del template Bio e di un bot. L'aggiornamento è periodico e automatico e ricostruisce completamente la pagina. Se manca una persona in questa lista, sei pregato di non aggiungerla, ma accertati piuttosto che la sua voce biografica contenga il template Bio e che i dati anagrafici siano correttamente compilati. Se il template Bio manca, inseriscilo tu stesso o, in alternativa, metti l'avviso {{tmp\|Bio}} che ne segnala la mancanza. Se i dati riportati sono sbagliati, correggi direttamente la voce biografica; le modifiche saranno visibili in questa lista entro pochi giorni. Per chiarimenti vedi il progetto biografie. La lista contiene solo le 12 persone che sono citate nell'enciclopedia e per le quali è stato implementato correttamente il template Bio. Pagina aggiornata al 10 feb 2025. |

- 28 gennaio - Jawhar al-Siqilli, generale arabo (n. 911)
- 29 febbraio - Osvaldo di Worcester, arcivescovo inglese
- 25 maggio - Miecislao I di Polonia, duca
- 15 giugno - Michele I, religioso e santo russo
- 27 giugno - Conan I di Bretagna, francese (n. 927)
- 23 agosto - Volkold di Meißen, vescovo cattolico tedesco
- Adso da Montier-en-Der, abate e scrittore francese
- Aloara di Capua, nobildonna
- Eriberto di Wetterau, nobile tedesco
- Marino II di Napoli, duca italiano
- Rozone, vescovo italiano
- Fujiwara no Nakafumi, poeta giapponese (n. 923)